# The Sound of Music
The Sound of Music è un musical con musiche di Richard Rodgers, testi di Oscar Hammerstein II e libretto di Howard Lindsay e Russel Crouse. È imperniato sulle memorie di Maria Augusta Trapp, The Story of the Trapp Family Singers. Molte delle canzoni del musical sono divenute dei successi internazionali, come The Sound of Music, Edelweiss, My Favorite Things, Climb Ev'ry Mountain e Do-Re-Mi.
La produzione originale di Broadway, con Mary Martin e Theodore Bikel, ebbe la prima nel novembre 1959 ed è stata riproposta numerose volte fino ai giorni nostri. Ne è poi stata fatta una riduzione cinematografica dal titolo omonimo (Tutti insieme appassionatamente nella versione italiana) che vinse il premio Oscar quale miglior film del 1966. The Sound of Music fu l'ultimo musical scritto dalla coppia di autori Rodgers e Hammerstein; Hammerstein morì di cancro nove mesi dopo la prima di Broadway.

## Trama

### Atto I
In Austria, appena prima della seconda guerra mondiale, un coro di monache dell'abbazia di Nonnberg a Salisburgo, sta cantando il Dixit Dominus. Una delle postulanti, Maria Rainer, è scomparsa. Sulle montagne vicino all'abbazia, Maria esprime il suo dispiacere nel lasciare le belle montagne (The Sound of Music). Ella torna all'abbazia dopo la chiusura dei cancelli; il giorno dopo, la Madre badessa ed alcune altre suore, discutono sul da farsi nei suoi confronti (Maria). Maria spiega che si era recata su quella montagna e si scusa di aver cantato nel giardino dell'abbazia senza permesso. La Badessa si unisce a lei nel cantare il brano (My Favorite Things), ma più tardi dice a Maria che dovrebbe passare un periodo di tempo fuori dell'abbazia per cercare di comprendere se è pronta per la vita monastica. I sette bambini del vedovo Capitano Georg Ludwig von Trapp hanno bisogno di una governante, e Maria si comporterà come la loro governante fino a settembre.
Alla villa, von Trapp, un Capitano decorato della Marina militare Austro-ungarica, informa Franz, il maggiordomo, e Frau Schmidt, la donna di casa, dell'arrivo di una nuova governante che non potrà uscire di casa come faceva la precedente. Dice loro, inoltre, di preparare quanto necessario in quanto, al suo ritorno da Vienna porterà con sé due ospiti. Arriva Maria ed il Capitano le spiega quali saranno i suoi compiti. Chiama poi, con un fischio i suoi figli, ed essi giungono vestiti nell'uniforme della Marina militare. Egli presenta i bambini a Maria: Liesl, Friedrich, Louisa, Kurt, Brigitta, Marta, e Gretl, e le insegna come poterli riconoscere; ma lei disapprova apertamente questo approccio militaristico. Rimasta sola con loro, cerca di entrare con cautela nel loro privato, e dopo aver appreso che non sanno cantare, insegna loro le basi della musica ("Do-Re-Mi ").
Quella sera, Rolf, un giovane messaggero consegna un telegramma di compleanno a Franz e poi si incontra con Liesl fuori della villa. Rolf si lascia sfuggire che un colonnello di Berlino fa parte di Gauleiter e chiede a Liesl di non dire nulla a suo padre. Lui dice di sapere ciò che è più corretto in quanto è un anno più vecchio di lei (Sixteen Going on Seventeen). Quindi si baciano e Rolf scappa, scioccato dalla sua baldanza. Mentre Maria si prepara per andare a letto, Frau Schmidt le dà il materiale per fare dei nuovi vestiti, poiché aveva dato tutti i suoi all'abbazia per i poveri. Maria chiede più materiale per realizzare abiti per il gioco dei bambini, ma Frau Schmidt rifiuta con il motivo che loro "non giocano, marciano". Mentre Maria recita le sue preghiere della sera, Liesl scivola attraverso la finestra, bagnata fradicia dal temporale. Maria è d'accordo a tenere il segreto. Gli altri bambini, accorrono spaventati dal temporale. Maria canta per confortarli e consolarli, "The Lonely Goatherd".
Il Capitano von Trapp ritorna un mese più tardi con la baronessa Elsa Schräder e Max Detweiler, e tutti e tre si chiedono perché i bambini non siano andati a salutarli. Quando il Capitano va a cercare i bambini, Elsa dice a Max che qualche cosa sta accadendo e che il Capitano la sposerà presto. Max opina che soltanto le persone povere hanno il tempo per grandi storie d'amore ("How Can Love Survive"). Rolf entra, cercando Liesl. Sorpreso dal Capitano, lo saluta con "Heil". Il Capitano gli ordina di uscire dalla proprietà, credendo che lui sia austriaco, non tedesco. Maria ed i bambini irrompono, indossando vestiti da gioco realizzati con i vecchi drappi della stanza di Maria. Infuriato, il Capitano li spedisce via a pulirsi e cambiarsi d'abito. Maria gli dice con fermezza che i bambini hanno bisogno del suo amore, e lui ordina adirato il suo rientro all'abbazia. Alle scuse di lei, si sentono i bambini che cantano "The Sound of Music", che Maria aveva insegnato loro, alla baronessa Schrader. Il Capitano li raggiunge, ed alla fine li abbraccia. Rimasto da solo con Maria, le chiede di restare, ringraziandola per aver fatto tornare la musica in casa sua. Elsa è diffidente di Maria finché lei stessa le spiega che ritornerà all'abbazia a settembre.
Il Capitano da una festa per presentare Elsa ai suoi amici, ed alcuni degli ospiti discutono sull'Anschluss . Kurt chiede a Maria di insegnargli a ballare il Ländler. Lei esita, ma lui insiste, e lei accetta. Quando lui non è capace di creare una figura complicata, il Capitano avanza per mostrargli come fare. Maria ed il Capitano ballano finché vengono a trovarsi faccia-a-faccia, e Maria scappa via, imbarazzata e confusa. Quando Max arriva alla festa, il Capitano comprende di aver bisogno di un'altra donna per completare la tavola della cena e chiede a Maria di occupare questo posto. Max gli dice che lui non può pensare i che i suoi ospiti cenino con un governante, ma il Capitano ignora l'obiezione. Maria e Brigitta discutono dell'atteso matrimonio tra Elsa ed il Capitano, e Brigitta dice a Maria che lei ed il Capitano sono l'un l'altro innamorati. Elsa chiede al Capitano di consentire ai bambini di dare la buonanotte agli ospiti con una canzone. Il Capitano nicchia, ma Elsa inizia a cantare con loro "So Long, Farewell". Max è stupito del loro talento e decide che ha bisogno di loro per la Festa di Kaltzberg che sta organizzando. Dopo che gli ospiti escono dalla sala da pranzo, Maria esce sconsolata dalla porta anteriore con il suo bagaglio.
All'abbazia, Maria dice alla Madre badessa di essere pronta a prendere i voti monastici; ma la badessa comprende che Maria sta fuggendo dai suoi sentimenti. Dice pertanto a Maria che deve ritornare ad affrontare il Capitano e scoprire se si amano, e che, cercandola attivamente, deve trovare la vita che vuole vivere ("Climb Ev'ry Mountain").

### Atto II
A casa di von Trapps, Max insegna ai bambini come cantare su palcoscenico, ma non dice al Capitano che lui aveva fatto quel lavoro. Quando il Capitano entra e cerca di trovarli per cantare con loro, essi si lagnano che lui non sta facendolo come faceva Maria, ed Elsa e Max lasciano la famiglia. I von Trapps cercano di capire perché Maria sia andata via, ed il Capitano rivela che lui ha chiesto ad Elsa di sposarlo. I bambini tentano di confortarsi cantando le My Favorite Things, ma senza successo, finché sentono Maria che canta con il suo modo di riunirli. Quando Brigitta rivela il matrimonio progettato, Maria decide di restare solamente finché il Capitano non abbia trovato un'altra governante. Max ed Elsa discutono con il Capitano sull'Anschluss imminente, mentre tentano di convincerlo che si deve compromettere, perché è inevitabile (There's No Way to Stop It). Elsa tenta di persuaderlo, ma quando lui rifiuta, Elsa decide di rompere il fidanzamento. Soli, il Capitano e Maria, finalmente ammettono il loro amore, desiderando solamente essere An Ordinary Couple.
Durante la luna di miele, Max prepara i bambini a cantare alla Festa di Kaltzberg. Herr Zeller, il Gauleiter, arriva e chiede di sapere perché non hanno esposto la bandiera del terzo Reich ora che è accaduto l'Anschluss. Quando il Capitano e Maria ritornano, in anticipo, dalla loro luna di miele, Brigitta dice loro che sono in tempo per sentirli cantare alla Festa. Il Capitano rifiuta di permettere ai bambini di cantare, e quando Max tenta di convincerlo che i bambini canterebbero per l'Austria, il Capitano dice che l'Austria non esiste più. Maria e Liesl discutono di amore romantico, e Maria assicura Liesl che in alcuni anni, lei probabilmente sarà sposata (Sixteen Going on Seventeen). Rolf entra con un telegramma per il Capitano. Lui è freddo con Liesl e rifiuta di dare a Maria il telegramma, ma lo dà a Franz. Il telegramma offre al Capitano un incarico nella Marina militare tedesca. Egli chiede a Maria se deve accettare per la sicurezza della sua famiglia. Lei gli dice che la decisione dovrà essere sua, ed egli decide che devono abbandonare segretamente l'Austria. L'ammiraglio tedesco von Schreiber arriva per scoprire perché il Capitano non ha risposto al telegramma. Appreso che il Capitano è appena ritornato dalla sua luna di miele, si congratula con lui e spiega che la Marina militare tedesca lo tiene in alta stima, gli offre l'incarico e gli ordina di andare immediatamente a Bremerhaven per assumere il comando. Maria sostiene che lui non può andare via immediatamente, in quanto tutti debbono cantare al concerto della Festa, e l'Ammiraglio è d'accordo ad aspettare fino a dopo il concerto.
Al concerto Maria, il Capitano, ed i bambini cantano una versione elaborata di "Do-Re-Mi". Subito dopo Max tira fuori la chitarra del Capitano, e canta Edelweiss in modo che il fiore nazionale dell'Austria diviene una dichiarazione della lealtà all'Austria stessa. Max impedisce loro di uscire di scena, chiedendo un bis ed annunciando al pubblico che questa è l'ultima opportunità della famiglia von Trapp di cantare insieme per molto tempo, ringraziando per l'attesa la guardia d'onore pronta a scortare il Capitano al suo nuovo comando. Mentre i giudici decidono sui premi, von Trapps canta So Long, Farewell, uscendo di scena in piccoli gruppi. Max annuncia poi i vincitori, allungando i tempi per quanto possibile. Quando lui annuncia che il primo premio va ai von Trapps e loro non appaiono, i nazisti avviano una ricerca. La famiglia si nasconde all'Abbazia, ed i nazisti non li trovano finché Rolf non li raggiunge. Lui chiama il suo tenente, ma nel vedere Liesl, ritorna dicendo che non ha trovato nessuno. Lui va via, ed una delle monache dice loro che i confini sono stati chiusi. I von Trapps decidono allora di passare per le montagne, e partono mentre le monache riprendono a cantare "Climb Ev'ry Mountain".

## Numeri musicali
- Praeludium - Le monache
- The Sound of Music - Maria
- (How Do You Solve a Problem Like) Maria - Le monache
- My Favorite Things - Maria e la Madre badessa
- Do-Re-Mi - Maria ed i bambini
- Sixteen Going on Seventeen - Rolf e Liesl
- The Lonely Goatherd - Maria ed i bambini
- How Can Love Survive - Max ed Elsa
- The Sound of Music (Ripresa) - Maria, il Capitano ed i bambini
- Ländler
- So Long, Farewell - I bambini
- Climb Ev'ry Mountain - Madre badessa

- No Way to Stop It - Max, il Capitano ed Elsa
- An Ordinary Couple - Maria ed il Capitano†
- Processional - Le monache
- Sixteen Going on Seventeen (Ripresa) - Maria e Liesl
- Do-Re-Mi (ripresa) - Maria, il Capitano e i bambini‡
- Edelweiss - Il Capitano, Maria e i bambini
- So Long, Farewell (Ripresa) - Maria, il Capitano e i bambini
- Finale - Le monache

- † Alcune volte sostituita da Something Good, che venne scritta per il film.
- ‡ Sostituita da The Lonely Goatherd nella riedizione del 1998.
- In alcune produzioni, My Favorite Things segue Sixteen Going on Seventeen nella scena del temporale, mentre The Lonely Goatherd è inserita in un'altra scena.
- Molte riedizioni a teatro comprendono I Have Confidence e Something Good, che furono scritte (musica e liriche di Richard Rodgers) per il film.
- Anche se molti credono che Edelweiss sia una canzone tradizionale austriaca, essa venne scritta per il musical, e non era conosciuta in Austria prima del successo del film.[2]
- Il Ländler eseguito da Maria ed il Capitano, durante la Festa, è soltanto marginalmente basato sulla danza tradizionale austriaca portante lo stesso nome.[3]

## Concept
Dopo aver visto al cinema The Trapp Family, un film austriaco del 1956 sulla famiglia von Trapp ed il sequel del 1958, The Trapp Family in America, il regista teatrale Vincent J. Donehue pensò che il progetto era perfetto per la sua amica Mary Martin; il produttore di Broadway Leland Hayward e Richard Halliday (marito della Martin) furono d'accordo. In un primo momento si decise di realizzare una commedia non musicale che sarebbe stata scritta da Lindsay e Crouse ed avrebbe utilizzato le canzoni del repertorio dei Trapp Family Singers. Successivamente pensarono di aggiungere un paio di nuove canzoni, probabilmente di Rodgers e Hammerstein, ma venne presto deciso che l'opera sarebbe stata un musical e non una commedia, e che sarebbero state scritte tutte canzoni originali.
Vennero modificati alcuni dettagli della storia originale della famiglia von Trapp. Georg Ludwig von Trapp viveva con la sua famiglia in una villa ad Aigen, un sobborgo di Salisburgo. La vera Maria Augusta Trapp divenne l'istitutrice di uno dei bambini e non la governante di tutti loro. Il figlio maggiore del Capitano, divenne un ragazzo e non una ragazza, ed il nome dei bambini venne cambiato (almeno in parte per evitare confusioni: La seconda figlia del Capitano, la terza dei sette figli, venne chiamata Maria). I von Trapps passarono alcuni anni in Austria dopo il matrimonio di Maria e del Capitano – non dovevano scappare via subito – ed andarono poi in Italia, non in Svizzera. Maria von Trapp, si dice, sia stata infelice per il ritratto del marito fatto nel film, raffigurato freddo ed austero prima del suo arrivo, ma lei ed i suoi figli contestarono fortemente questo fatto.
Durante la guerra fredda, la BBC programmò la trasmissione di The Sound of Music alla radio in caso di una guerra nucleare in Gran Bretagna. La trasmissione era una parte del palinsesto di emergenza volto a tranquillizzare la gente in caso di attacco.

## Produzioni teatrali

### Broadway
The Sound of Music ebbe la prima a Broadway al Lunt-Fontanne Theatre il 16 novembre 1959 (spostandosi poi al Mark Hellinger Theatre dal 6 novembre 1962 al 15 giugno 1963) ed ebbe 1443 rappresentazioni. Il regista fu Vincent J. Donehue ed il coreografo Joe Layton. Il cast originale comprendeva Mary Martin nel ruolo di Maria, Theodore Bikel in quello del Capitano Georg von Trapp, Patricia Neway in quello della Madre badessa, Kurt Kasznar come Max Detweiler, Marion Marlowe per Elsa Schraeder, Brian Davies come Rolfe, e Lauri Peters nel ruolo di Liesl.
La produzione condivise il Tony Award per il miglior musical con Fiorello!. Vinse anche quello per la migliore attrice (Mary Martin), miglior attrice non protagonista (Patricia Neway), migliori scene (Oliver Smith) e miglior regia (Frederick Dvonch). Ebbe poi la nomination come miglior attore non protagonista (Theodore Bikel e Kurt Kasznar) e miglior regista (Vincent J. Donehue). L'intero cast dei bambini venne nominato per la categoria miglior attrice non protagonista singolarmente, anche se due bambini erano maschi.
Martha Wright sostituì Mary Martin nel ruolo di Maria nell'ottobre 1961, Jeannie Carson succedette a Miss Wright nel luglio 1962 e Nancy Dussault sostituì Miss Carson nel settembre 1962. Jon Voight, che sposò Lauri Peters, ricoprì la parte di Rolfe per una sostituzione. La tournée nazionale venne affidata a Florence Henderson, e iniziò dal Riviera Theatre di Detroit il 27 febbraio 1961 e terminò il 23 novembre 1963 all'O'Keefe Center di Toronto. Miss Henderson venne sostituita da Barbara Meister nel giugno 1962
L'album del cast originale di Broadway vendette tre milioni di copie.

### West End
La produzione realizzata per il Teatro del West End di Londra al Palace Theatre, ebbe inizio il 18 maggio 1961 e raggiunse le 2385 repliche. Venne diretta da Jerome Whyte ed usò le coreografie originali di New York con la supervisione di Joe Layton e le scene di New York disegnate da Oliver Smith. Il cast comprendeva Jean Bayliss come Maria, poi sostituita da Sonia Rees, Roger Dann come Capitano von Trapp, Constance Shacklock come Madre badessa, Eunice Gayson come Elsa Schraeder, Harold Kasket come Max Detweiler, Barbara Brown come Liesl, Nicholas Bennett come Rolf e Olive Gilbert come Sister Margaretta.

## Personaggi e interpreti
| Personaggio         | Descrizione                                                     | Broadway, 1959   | Altri interpreti |
| ------------------- | --------------------------------------------------------------- | ---------------- | --- |
| Maria Rainer        | Giovane novizia, poi istitutrice dei ragazzi von Trapp          | Mary Martin      | Joanna Ampil, Jean Bayless, Laura Benanti, Gina Beck, Janet Blair, Ann Blyth, Debby Boone, Christopher Cazenove, Petula Clark, Cynthia Dale, Janie Dee, Gloria DeHaven, Nancy Dussault, Barbara Eden, Tovah Feldshuh, Florence Henderson, Sally Ann Howes, Michelle Hunziker, Shirley Jones, Carol Lawrence, Rebecca Luker, Bianca Marroquín, Maureen McGovern, Christiane Noll, Lisa O'Hare, Marie Osmond, Laura Osnes, Roberta Peters, Laura Pitt-Pulford, Liz Robertson, Marla Schaffel, Constance Towers, Joan Weldon, Jennifer Hope Wills |
| Georg von Trapp     | Capitano vedovo della marina austro-ungarica                    | Theodore Bikel   | George Lee Andrews, Steve Blanchard, Joseph Campanella, Patrick Cassidy, Richard Chamberlain, David Cryer, Robert Cuccioli, Tony Goldwyn, Peter Graves, Laurence Guittard, Alexander Hanson, Michael Jayston, John Michael King, Uwe Kröger, Tommy Körberg, Rex Smith, Luca Ward, Earl Wrightson, Michael Xavier |
| Madre Superiora     | Badessa del convento in cui vive Maria                          | Patricia Neway   | Linda Balgord, Helon Blount, Stephanie Blythe, Meg Bussert, Rebecca Caine, Patti Cohenour, Kim Criswell, Christina Grimandi, Terry Saunders |
| Max Detweiler       | Miglior amico del capitano, produttore musicale e teatrale      | Kurt Kasznar     | Jack Collins, Alfred Dennis, Christopher Hewett, Werner Klemperer, Patrick Page |
| Elsa Schräder       | Sofisticata baronessa innamorata del capitano von Trapp         | Marion Marlowe   | Honor Blackman, Veanne Cox, M'el Dowd, Colleen Fitzpatrick, Eunice Gayson, Lois Hunt, Crista Moore, Patricia Morison, Marni Nixon, Brooke Shields, Sheila Smith, Lauren Ward |
| Rolf Gruber         | Diciassette postino dalle simpatie nazista, innamorato di Liesl | Brian Davies     | Bruce Altman, Patrick Cassidy, Jonathan Groff, William Katt, Phil Proctor, Jon Voight |
| Liesl von Trapp     | Primogenita del capitano, ha 16 anni                            | Lauri Peters     | Kay Cole, Sandy Duncan, Elisa Heinsohn |
| Friedrich von Trapp | Secondogenito del capitano, ha 14 anni                          | William Snowden  | Ben Platt, John McCrea, Chris Trousdale |
| Louisa von Trapp    | Terzogenita del capitano, ha 13 anni                            | Kathy Dunn       | Laura Bell Bundy |
| Kurt von Trapp      | Quartogenito del capitano, ha 11 anni                           | Joseph Stewart   | Nick Jonas, Des McAnuff, Lou Taylor Pucci |
| Brigitta von Trapp  | Quintogenita del capitano, ha 10 anni                           | Marilyn Rogers   | |
| Marta von Trapp     | Sestagenita del capitano, ha 7 anni                             | Mary Susan Locke | |
| Gretl von Trapp     | Figlia più piccola del capitano, ha 5 anni                      | Evanna Lien      | |